# Renaissance (Lionel Richie)
Renaissance (2000) è il sesto album di Lionel Richie.

## Tracce
1. Angel - 4:15
2. Cinderella - 3:42
3. Tender Heart - 4:28
4. Dance the Night Away - 5:08
5. Tonight -4:32
6. How Long - 3:55
7. Don't You Ever Go Away - 4:13
8. Wasted Time - 4:08
9. Piece of my Heart - 4:15
10. It May be the Water - 4:56
11. Here is my Heart - 4:03
12. Don't Stop the Music - 4:16